# Cantón de Rochefort-Norte
El cantón de Rochefort-Norte era una división administrativa francesa, que estaba situada en el departamento de Charente Marítimo y la región de Poitou-Charentes.

## Composición
El cantón estaba formado por ocho comunas:
- Breuil-Magné
- Fouras
- Île-d'Aix
- Loire-les-Marais
- Rochefort
- Saint-Laurent-de-la-Prée
- Vergeroux
- Yves

## Supresión del cantón de Rochefort-Norte
En aplicación del Decreto n.º 2014-269 de 27 de febrero de 2014, el cantón de Rochefort-Norte fue suprimido el 22 de marzo de 2015 y sus 8 comunas pasaron a formar parte; cuatro del nuevo cantón de Châtelaillon-Plage, tres del nuevo cantón de Tonnay-Charente y uno del nuevo cantón de Rochefort.